# ایکومی ناریتا
ایکومی ناریتا (انگلیسی: Ikumi Narita؛ زادهٔ ۱ ژانویهٔ ۱۹۷۶) بازیکن والیبال اهل ژاپن بود.